# Bénin Golden Awards
Pour les articles homonymes, voir BGA.
 (janvier 2021).
Les Bénin Golden Awards (BGA) sont des récompenses musicales décernées au Bénin. Elles ont été créés en 1997 par le promoteur béninois Ali Wassi Sissy,. Leur but est de récompenser les meilleurs artistes béninois et leurs œuvres dans 10 catégories : la presse, la peinture, la réalisation de cinéma, la musique moderne d’inspiration traditionnelle, la musique moderne, le clip, la musique traditionnelle, la dramaturgie, la musique hip hop et la présentation d'émissions radio/Télévision.

## Prix décernés
Les prix décernés concernent les catégories suivantes :
1. Prix de l’artiste le plus joué en discothèque
2. Meilleur clip vidéo
3. Prix Hip-Hop, R&B
4. Prix média presse
5. Meilleur album de musique traditionnelle
6. Meilleur art plastique (peintre)
7. Meilleur album de musique moderne
8. Meilleur présentateur live
9. Meilleur album de musique moderne d’inspiration traditionnelle

## Lauréats historiques des éditions successives
Édition 2007 : Ebawadé, percussionniste, compositeur et interprète béninois.
La huitième édition connait son épilogue le vendredi 7 novembre 2008 dans la salle VIP du ministère de la culture, de l’alphabétisation et de la promotion des langues nationales par une cérémonie de remise de prix aux lauréats dont Dossi dans la catégorie de meilleur artiste de musique moderne, Pidi Symph dans la catégorie de Meilleur artiste de musique traditionnelle et Vi Phint dans la catégorie de Meilleur artiste de musique traditionnelle. Le groupe « Private Club » décroche le prix du Meilleur groupe de Hip hop. Quant aux prix meilleur artiste peintre et Meilleur comédien, ils ont été décernés respectivement à Ghislain Fadohan et Fidèle Anato et Don Métok reçoit la distinction dans la catégorie Meilleur clip vidéo.
La dixième édition a lieu en 2010 au centre de loisir, Magic Land de Cotonou avec la participation de dix lauréats distingués dans le monde de la culture, de l'art et de la presse : le groupe musical Teriba pour le prix du Meilleur clip vidéo, Ramou artiste chanteuse sacrée lauréate du prix du meilleur album de musique moderne et Norberka prix du meilleur album de musique traditionnelle. Le Prix de la meilleure publication média presse est revenu à Florent Eustache Hessou et celui de la meilleure œuvre d'art plastique au plasticien Elom Katilina Tossou. Iréné Ruffin Tometin, alias Prince Yadjo obtient le prix du meilleur acteur cinématographique, le chanteur Dibi Dobo celui du meilleur chanteur de musique hip hop tandis que Rico's Campos remporte le prix du meilleur artiste musicien le plus joué en discothèque. Le prix du meilleur album de musique moderne d'inspiration traditionnelle est revenu à la chanteuse Dossi et celui du meilleur présentateur live à Sonia Oké Agbantou.
La 15e édition 2016 a lieu le samedi 3 septembre 2016 et connu différents lauréats dont :
- Richard Flash dans la rubrique du Meilleur Album (Titre) de Musique Moderne
- Norbeka dans la rubrique Meilleur Album (Titre) de Musique Traditionnelle
- Dibi Dobo dans la rubrique Meilleur Meilleur Album (Titre) de Musique Hip-hop, Rap, R & B, Slam, Ragga, Reggae
- Fanicko, remporte la prix de l'artiste béninois le plus joué en discothèque en 2015-2016.

## Cérémonies
Les cérémonies de remise des prix ont lieu à Cotonou au cours d'une soirée, puis diffusées sur l'ORTB la chaîne de télévision publique nationale.